# Lijst van buitenlandse voetballers in de Primera División
De lijst omvat buitenlandse voetballers die in de Spaanse Primera División spelen of hebben gespeeld. Vermeld zijn spelers die:
1. niet in Spanje zijn geboren.
2. niet in Spanje zijn geboren, maar later international werden voor het Spaans nationaal elftal.
3. in Spanje zijn geboren, maar international zijn voor een niet-Spaans nationaal elftal.

Dikgedrukt zijn de spelers die in het seizoen 2006/2007 in de Primera División spelen en de club waarvoor ze in dit seizoen spelen. De lijst is in februari 2007 overgenomen van de Engelse Wikipedia.

## Onderverdeling
Vanwege de grootte van de totale lijst is deze opgesplitst in:
- Lijst van buitenlandse voetballers in de Primera División - Afrika
- Lijst van buitenlandse voetballers in de Primera División - Amerika
- Lijst van buitenlandse voetballers in de Primera División - Azië en Oceanië
- Lijst van buitenlandse voetballers in de Primera División - Europa